# トーマス・リンリー・ジ・エルダー
トーマス・リンリー（英: Thomas Linley, 1733年1月17日 - 1795年11月19日）は、イングランドの音楽家。
リンリーはグロスタシャーのバドミントンに生まれた。バースで音楽教育を受けた後、その地に合唱指揮者、演奏会指揮者として留まった。
1774年から、リンリーはドルリー・レーンのシアター・ロイヤルで働き始め、劇場で上演される楽曲を数多く作曲、編纂した。彼が書いた歌曲やマドリガーレはイングランドの楽曲の中でも高く評価されている。1786年にはジョン・バーゴインと共同で制作したセミオペラ『リチャード獅子心王』 (Richard Coeur de lion) で成功を収めた。

## 子孫
リンリーは妻のメアリー・ジョンソン（Mary Johnson）との間に12人の子を儲けた。そのうち7人が音楽や劇場関係の道に進んだ。
- エリザベス・アン・リンリー （1754年 – 1792年） 長女。後にリチャード・ブリンズリー・シェリダンと結婚した。
- トーマス・リンリー・ザ・ヤンガー （1756年 – 1778年） 長男。作曲家。ヴァイオリニストとして有名になった。
- メアリー・リンリー （1758年 – 1787年） 1780年に劇作家のリチャード・ティッケル（英語版）と結婚した。
- サミュエル・リンリー （1760年 – 1778年） 次男。歌手、オーボエ奏者。
- マリア・リンリー （1763年 – 1784） 歌手。
- オジアス・サーストン・リンリー （1765年 – 1831年） ダリッチ（英語版）の聖堂参事会会員、オルガニスト
- ウィリアム・リンリー （1771年 – 1835年） グリー（英語版）や歌曲の作曲家、作家